# Джирасоли, Никола
Никола Джирасоли (итал. Nicolas Girasoli; род. 21 июля 1957, Руво-ди-Пулья, Италия) — итальянский прелат и ватиканский дипломат. Титулярный архиепископ Эгнации Аппулы с 24 января 2006. Апостольский нунций в Замбии и Малави с 24 января 2006 по 29 октября 2011. Апостольский нунций на Антигуа и Барбуде, Гайане, Гренаде, Доминике, Сент-Люсии, апостольский нунций в Сент-Китсе и Невисе, Суринаме и на Багамских Островах, апостольский нунций на Сент-Винсенте и Гренадинах, Ямайке, а также апостольский делегат на Антильских островах с 29 октября 2011 по 16 июня 2017. Апостольский нунций на Барбадосе и в Тринидаде и Тобаго с 21 декабря 2011 по 16 июня 2017. Апостольский нунций в Перу с 16 июня 2017 по 2 июля 2022. Апостольский нунций в Словакии со 2 июля 2022.